# Lidia Storoni Mazzolani
Lidia Mazzolani coniugata Storoni (Roma, 30 gennaio 1911 – Roma, 11 settembre 2006) è stata una scrittrice, giornalista e storica italiana.

## Biografia
Figlia di Lucia Donadoni e di Ulderico Mazzolani, avvocato e deputato, eletto per il Partito Repubblicano, frequentò il Liceo classico Ennio Quirino Visconti di Roma, dove conobbe molti giovani anch'essi provenienti da famiglie antifasciste tra i quali Giorgio Amendola, Ludovico Quaroni e Manlio Rossi Doria. Nel 1931 sposò Enzo Storoni, antifascista e futuro uomo politico liberale. Ebbero due figlie. Si laureò in lettere all'Università di Roma La Sapienza.
Scrittrice, storica, studiosa della cultura latina, traduttrice di classici latini, inglesi e francesi, si occupò in particolare dell'epoca tardo antica. La sua attività di studiosa ebbe inizio con le traduzioni compiute negli anni quaranta e cinquanta. Tradusse per Einaudi le Memorie di Adriano di Marguerite Yourcenar.
Ottenne il premio Viareggio "Opera Prima" per il suo libro L'idea di città nel mondo romano, del 1967. Collaborò alle pagine culturali di riviste e di quotidiani (tra cui La Stampa, Il Giornale, La Repubblica, Il Sole 24 Ore). Autrice di saggi e biografie tradotte in varie lingue, è morta nel 2006 all'età di 95 anni.

## Opere
- L'idea di città nel mondo romano: l'evoluzione del pensiero politico di Roma, Ricciardi, Napoli, 1967; Collana n.13, Le Lettere, Firenze, 1994 ISBN 88-71-66183-4
- Sul mare della vita, Rizzoli, Milano, 1969; Collana La diagonale n.41, Sellerio, Palermo, 1989 (Premio letterario Racalmare Leonardo Sciascia 1995)
- L'Impero senza fine, Collana Documenti Letterari, Rizzoli, Milano, 1972
- Vita di Galla Placidia, Collana Gli Italiani, Rizzoli, Milano, 1975; Collana Biografie, BUR, Milano, 1981; Collana SuperSaggi, BUR, Milano, 1992-2002
- Il ragionamento del principe di Biscari a Madama N.N., Collana La Memoria, Sellerio, Palermo, 1980 ISBN 978-88-38-90165-2
- Tiberio o la spirale del potere. La forza irresistibile del dispotismo, Collana Storica, Rizzoli, Milano, 1981; La Conchiglia, 2010
- Tacito o della potestas, Passigli, 1996
- Una moglie, Collana La Memoria n.52, Sellerio, Palermo, 1982; Editori Riuniti/Sellerio Editore, 1992
- Le sacre sponde: storie e miti del mondo greco, Bompiani, Milano, 1984
- Profili omerici: personaggi dell'Iliade e dell'Odissea, Collana La Scala, Rizzoli, Milano, 1978; Editoriale Viscontea, Pavia, 1988
- Sant'Agostino e i pagani, Collana La Diagonale n.22, Sellerio, Palermo, 1987
- Ambrogio Vescovo. Chiesa e Impero nel IV secolo, Collana Il Cammeo, Longanesi, Milano, 1992, ISBN 978-88-30-41074-9; TEA n.25, Milano, 1996 ISBN 978-88-78-19891-3
- Scritti sul mondo antico, Collana La nuova meridiana, Le Lettere, Firenze, 1997

### Traduzioni, Curatele, Prefazioni
- Walter Pater, Mario l'epicureo, trad. S. Mazzolani, Einaudi, Torino, 1943-1997.
- John Keats, Lettere, trad. S. Mazzolani, Collana Universale n.51, Einaudi, Torino, 1945.
- Jonathan Swift, I viaggi di Gulliver, trad. S. Mazzolani, Collana Narratori Stranieri Tradotti, Einaudi, Torino, I ed. 1945- II ed. 1953; Collana i millenni, Einaudi, I ed. 1963.
- David Herbert Lawrence, Donne innamorate, trad. S. Mazzolani, Collana Supercoralli, Einaudi, Torino, I ed. 1957.
- Christopher Isherwood, Il mondo di sera, Milano, Sugar, 1958.
- Marguerite Yourcenar, Memorie di Adriano, seguite dai Taccuini di appunti, trad. S. Mazzolani, Einaudi, Torino, 1963.
- Katherine Anne Porter, Bianco cavallo, bianco cavaliere e altri racconti, trad. S. Mazzolani, Einaudi, Torino, 1966.
- Iscrizioni funerarie, sortilegi e pronostici di Roma antica, a cura di S. Mazzolani, Prefazione di Guido Ceronetti, Collana I Millenni, Einaudi, Torino, 1973.
- Gaio Crispo Sallustio, La congiura di Catilina, Prefazione, traduzione e note a cura di Lidia Storoni Mazzolani, Milano, Biblioteca Universale Rizzoli, 1976.
- Gaio Crispo Sallustio, La guerra di Giugurta, Prefazione, traduzione e note a cura di Lidia Storoni Mazzolani, Milano, Biblioteca Universale Rizzoli, 1976.
- Cicerone, Le Catilinarie, Introduzione, trad. e note di S. Mazzolani, BUR, Milano, 1978.
- David Herbert Lawrence, Luoghi etruschi, Prefazione di S. Mazzolani, Passigli, 1985.
- Tacito, Tutte le Opere, Introduzione generale di S. Mazzolani, Newton & Compton, Roma.
- Ercolano e Pompei, Introduzione di S. Mazzolani, Collana Grand Tour, Franco Maria Ricci, 2000.